# 世界房車錦標賽
國際汽車聯合會世界房車錦標賽（英語：FIA World Touring Car Championship，簡稱WTCC）是一項由國際汽車聯合會（FIA）舉辦的年度系列場地房車比賽，前身即为欧洲房车锦标赛，第一屆於1987年舉辦，及後卻因財政問題一直停辦，直至2005年復辦至今。每年約有3至4支車廠參賽，經過10至12站的比賽，每站賽兩個回合，來競爭年度總冠軍的寶座。比賽採用超級2000規格的車輛，必需以量产房车（全年最少生產2,500輛）为基础，发动机排量不能超过2000cc、轉數不超過8,500rpm，二輪驅動，6前速序列式變速器或保留原廠設定齒輪比的5前速手動變速器，前後輪，禁止使用任何電子輔助駕駛系統（防鎖死煞車系統 (ABS)、加速防滑控制系统 (ASR)、循迹控制系统 (TCS)、車身動態穩定系統 (ESP)等）；2011年改制前引擎必須采用自然吸气方式，2011年修改為容許使用1,600cc渦輪增壓引擎。
2018年，WTCC已經與TCR錦標賽合拼為一項新的賽事世界房車杯，揭幕戰在摩洛哥舉行

## 外部連結
- WTCC官方網站（页面存档备份，存于）（英文）
- WTCR官方網站 （页面存档备份，存于）（英文）